# Roparnäs kyrka
Roparnäs kyrka (finska: Huutoniemen kirkko) är en kyrkobyggnad i finländska Vasa. Den används av Vasa svenska och finska församlingar inom Evangelisk-lutherska kyrkan i Finland.

## Arkitektur
Kyrkan är ritad av arkitekten Aarno Ruusuvuori och uppförd i en minimalistisk, modernistisk stil typisk för 1960-talets arkitektur. Den invigdes 1964 och renoverades 2001. 
Obehandlad betong är det byggnadsmaterial som använts mest. Kyrksalens väggar är av poröst special tegel med goda akustiska egenskaper, men som samtidigt konsekvent följer arkitektens strävan efter det avskalade, vilsamma helhetsintrycket. Tegelgolvens djupt varma röda ton bildar en effektiv kontrast till de gråa väggytorna.
Kyrksalen har 350 sittplatser. I anslutning till kyrksalen finns det två församlingssalar med 120 respektive 100 sittplatser. Kyrksalen har en säregen, levande prägel, som på ett vackert sätt hör ihop med resten av byggnaden. Ljuset tittar in genom de högt belägna triangelformade fönstren direkt ner på altaret.

## Inventarier
Altarbordet och dopfunten är av ljusrosaskiftande marmor från Carrara. 
Bänkarna är av romanskt syrabehandlad ek. 
Kyrkan har en orgel med 23 stämmor (Kangasala orgelfabrik) och piano finns i salarna. Kyrksalen har ljudåtergivningssystem med mixer och induktionsslinga.
Till kyrkoanläggningen hör även två församlingssalar. 